# Demo 2 (album The Birthday Massacre)
Demo 2 – drugi album demo zespołu The Birthday Massacre. 

## Lista utworów
1. "The Birthday Massacre"
2. "Horror Show"
3. "Broken"
4. "Over"
5. "Promise Me"